# أبو محمود الشامي
سامي العريدي أو أبو محمود الشامي، وُلد سنة 1973 في عمان عاصمة الأردن. هو مسؤول شرعي كبير في تنظيم حراس الدين التابع لتنظيم القاعدة وعضو في مجلس الشورى التابع لها، وهي الهيئة العليا لصنع القرار في الجماعة. وكان العريدي أيضا المسؤول الشرعي الأول في جبهة النصرة من عام 2014 إلى عام 2016. ويعتبر أحد الموقعين على "رسالة الأمة إلى حكيم الأمة" حول غلو تنظيم الدولة.

## السيرة الذاتية

### النشأة
ولد سامي العريدي في عمان بالأردن عام 1973 وحصل على درجة البكالوريوس في الشريعة الإسلامية من الجامعة الأردنية. في عام 1997 حصل على درجة الماجستير من نفس الجامعة في علم الحديث ثم أكمل الدكتوراه عام 2001 في نفس الموضوع. كتب عددا من الكتب حول القرن الرابع عشر وركز في معظم دراساته على ابن تيمية.
تأثر العريدي بالتعاليم السورية والفتاوي الجهادية التي كان يُصدرها أبو مصعب السوري ومريديه الذين قاتلوا ضد النظام السوري من 1970 حتى 1980.

## الحرب الأهلية السورية
شغل العريدي منصب عضو في جبهة النصرة، حيث كان رئيس سلطة الشريعة قبل أن يلتحق للخدمة في الفريق الثاني في القيادة. عندما كان في جبهة النصرة، كان هو ثاني أعلى سلطة في التنظيم بعد الزعيم السابق والقائد العسكري أبو ماريا القحطاني. رُقي العريدي على القحطاني بعد تمكن جبهة النصرة من اجتياح مناطق ومواقع كثيرة في سوريا كانت خاضعة لسيطرة الدولة الإسلامية في العراق والشام بحلول عام 2014.
استخدم العريدي وسائل الإعلام الاجتماعية ونشر فيها خطبه وتصريحات له باسم "جبهة النصرة"، وكان يملك حسابا في موقع تويتر تحت اسم @sami_oride وعادة ما كان يُغرد فيه حول الدين وأحقية الجهاد والدعوة إلى ذلك. استخدم العريدي أيضا وسائل الإعلام الاجتماعية من أجل شن هجوم على داعش، خاصة بعد إعلان الخلافة في يونيو 2014. وكان العريدي قد أهان المتحدث باسم داعش أبو محمد العدناني حيث قال عنه: «لا يعرف ما يُخرج من رأسه»، كما أشار أيضا إلى قادة داعش بالقادة القتلة. أعلن الحرب على التنظيم المتطرف في كانون الأول/ديسمبر 2014.
اتهم العريدي داعش باعتبارها من الخوارج وقد ندد بالمجموعة لكونها متطرفة جدا قائلا في تسجيل صوتي صدر في عام 2014: «الجهاد علمني التساهل في التعامل مع الكل ... لكن المتطرفين الخوارج يتجاهلون دماء أهل السنة والمجاهدين. كل المتطرفين سفكوا دماء المجاهدين.»
بعد تشكيل هيئة تحرير الشام؛ غادر العريدي الفريق إلى جانب عدد من كبار قياد الجبهة وهذا ما أكده في وقت لاحق أبو محمد المقدسي. انضم فيما بعد إلى مجلس الشورى التابع لتنظيم حراس الدين ولا زال ينشط فيه منذ شباط/فبراير 2018.